# Influencers
Influencers is een sketchprogramma dat geproduceerd werd door Koeken Troef!. Het programma is van de hand van Bart De Pauw en werd in het voorjaar van 2020 op VIER uitgezonden. Daarnaast is het ook integraal te bekijken op Play van Telenet.

## Concept
Het programma parodieert het gedrag van influencers, mensen die op sociale media via allerhande manieren proberen om trendsetters te zijn, de meeste likes te behalen, of gewoon hun lege bestaan te etaleren voor zoveel mogelijk volgers.

## De influencers
@YA_BAE_DEBSYDebsy (Stijn Steyaert) is een verwende rijkeluisdochter die nog steeds bij haar ouders woont en koste wat kost een succesvolle influencer wil worden. Ze wordt daarin bijgestaan door haar vriendin Nathalie (Louise De Bisscop) die eigenlijk al het werk moet doen.
@DE_BOMMAAABomma Madeleine (Rik Verheye) vlogt wekelijks vanuit het woonzorgcentrum, al beperkt dat wel enigszins haar mogelijkheden.
@TJORVENS_WORLDTjörven (Andrew Van Ostade) zou graag een gewone tiener zijn, maar dat is buiten zijn ouders Franky (Tom Audenaert) en Elsie (Eva Binon) gerekend die zijn hele doen en laten documenteren op het internet.
@DE_ENTREPRENEURSLola (Louise De Bisscop), Thea (Joke Emmers) en Ivanka (Eva Binon) zijn drie dynamische millennials die het ene na het andere geniale businessplan bedenken, al draait dat in de praktijk meestal anders uit.
@THE_POWER_OF_THE_SOCIAL_MEDIASDe klas van het vijfde middelbaar, onder leiding van Seppe (Stijn Steyaert), Lisa (Joke Emmers) en Robbe (Andrew Van Ostade) zetten zich elke week via de sociale media in voor een nieuw goed doel, al blijkt dat uiteindelijk meestal vooral hun eigen zaak, doorgaans het tegenwerken van hun leerkracht geschiedenis meneer Smeyers (Ludo Hoogmartens), te dienen.
@DE_BV_VOLGERFreddie (Rik Verheye) is een enthousiaste fan die talloze Instagramaccounts van bekende Vlamingen beheert, al zijn de BV's in kwestie daar zelf niet altijd van op de hoogte.
@DE_BEST_FRIENDS_FOODIESCindy (Louise De Bisscop) en Viv (Joke Emmers) zijn 'foodies' (liefhebbers van eten) die samen een vlog hebben, maar elkaar eigenlijk niet meer kunnen luchten of zien. Ze grijpen dan ook elke kans om elkaar een hak te zetten.
@_MAGIC_MOMagic Mo (Hakim Chatar) is een getalenteerde straatgoochelaar, maar zijn publiek werkt meestal niet goed mee.

## Ontvangst

### Kritische ontvangst
De serie werd door de tv-recensenten de grond ingeboord en de reacties op sociale media waren veelal negatief. Ook bij de kijkers sloeg de serie niet aan, wat zich duidelijk liet merken in de kijkcijfers. Op 18 december 2020 werd er een mededeling gepubliceerd waarin VIER en de programmamakers benadrukken dat ze "op geen enkele manier de bedoeling hebben mensen te kwetsen of te discrimineren". 

### Kijkcijfers
| Afl. | Uitzenddatum  | Kijkcijfers |
| ---- | ------------- | ----------- |
| 1    | 8 maart 2020  | 372.893     |
| 2    | 15 maart 2020 | 354.153     |
| 3    | 22 maart 2020 | 263.138     |
| 4    | 29 maart 2020 | 277.460     |
| 5    | 5 april 2020  | 196.965     |
| 6    | 12 april 2020 | 214.878     |
| 7    | 19 april 2020 | 202.197     |
| 8    | 3 mei 2020    | 201.064     |
| 9    | 10 mei 2020   | Onbekend    |
| 10   | 17 mei 2020   | Onbekend    |